# David Helísek
David Helísek (Radějov, 4 settembre 1982) è un calciatore ceco, centrocampista del Sokol Radějov.

## Palmarès

### Club

#### Competizioni nazionali
- Druhá liga: 1

Znojmo: 2012-2013